# 奧西阿赫湖
46°40′N 13°58′E / 46.667°N 13.967°E

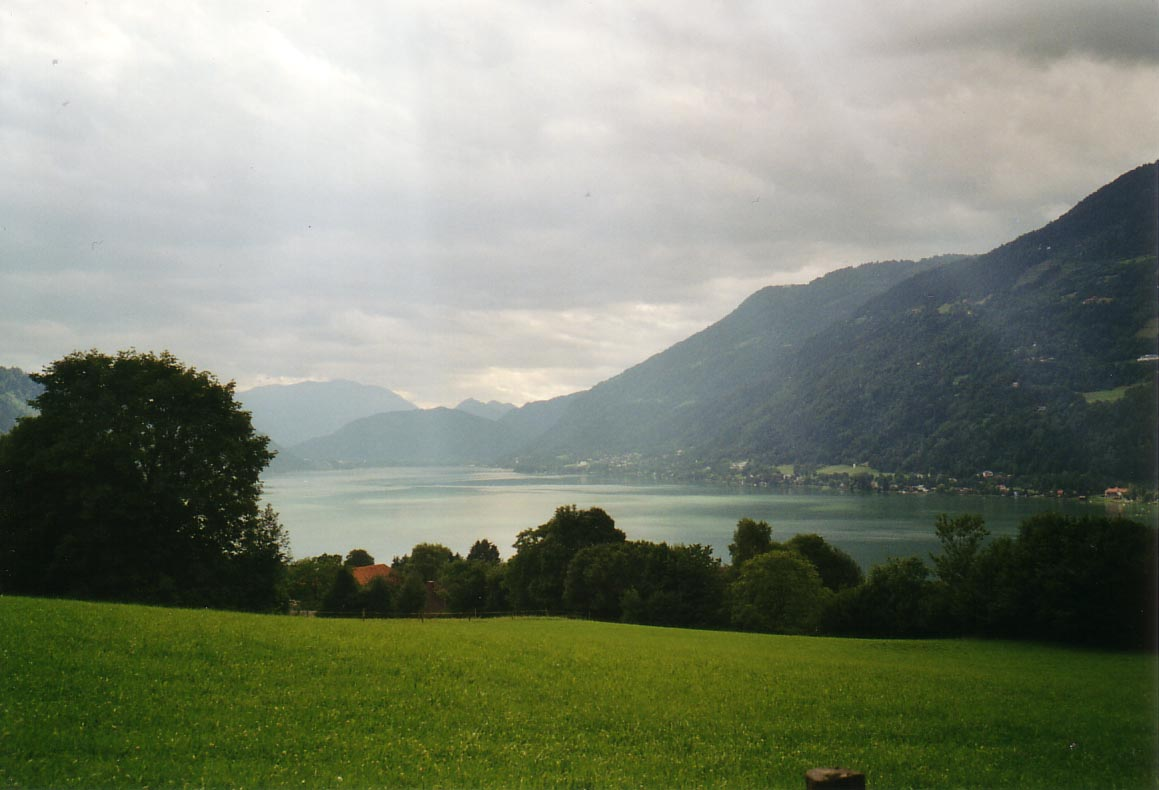

奧西阿赫湖是奧地利的湖泊，由克恩頓州負責管轄，長11公里、寬1.7公里，面積10.5平方公里，海拔高度501米，平均水深19.6米，最大水深52米，蓄水量206立方公里。

## 外部連結
- Carinthian Institute of Limnology （页面存档备份，存于）